# Cẩm Tú
Cẩm Tú là một xã thuộc huyện Cẩm Thủy, tỉnh Thanh Hóa, Việt Nam.

## Địa giới hành chính
Xã Cẩm Tú nằm ở phía bắc của huyện Cẩm Thủy, chủ yếu thuộc tả ngạn sông Mã.
- Phía bắc giáp xã Cẩm Quý, huyện Cẩm Thủy và xã Thạch Quảng, huyện Thạch Thành.
- Phía đông giáp xã Thạch Cẩm, huyện Thạch Thành.
- Phía nam giáp thị trấn Phong Sơn, huyện Cẩm Thủy.
- Phía tây giáp xã Cẩm Giang, huyện Cẩm Thủy.

## Hành chính
Năm 1964, xã Cẩm Tú (cũ) được chia tách thành hai xã: Cẩm Tú (mới) và Cẩm Quý.

## Giao thông
Xã Cẩm Tú có tỉnh lộ 519 chạy qua.

## Tài nguyên thiên nhiên
Tại đây, có khu rừng lim nguyên sinh rộng hơn 30ha, tồn tại hàng trăm năm nay. Hiện nay tại Thanh Hóa còn duy nhất lim ở xã Cẩm Tú, được quản lý nghiêm ngặt, trong đó vai trò bảo vệ chính là người dân địa phương. Rừng lim nằm ngay cạnh tuyến đường giao thông từ huyện Cẩm Thủy lên huyện miền núi Bá Thước. Hiện nay tại khu rừng nguyên sinh có 1.233 cây lim. Giống lim ở đây thuộc họ lim xanh (tên khoa học là ''Erythrophleum fordii'').
Để bảo vệ, phát triển nguồn giống lim xanh quý hiếm này, Chi cục lâm nghiệp thuộc Sở Nông nghiệp - phát triển nông thôn tỉnh Thanh Hóa đã xây dựng đề án, quy hoạch rừng lim Cẩm Tú thành rừng giống quốc gia.